# 費爾普斯島
費爾普斯島（英語：Phelps Island）是南極洲的島嶼，位於威爾克斯地，處於雪莉島北端以西，屬於風車群島的一部分，根據美國海軍拍攝空中照片繪入地圖，現時由南極條約體系管理。